# 111ª Squadriglia
La 111ª Squadriglia del Servizio Aeronautico del Regio Esercito fu operativa da metà aprile 1917 con aerei SAML S.1.

## Storia

### Prima guerra mondiale
La nascita della 111ª Squadriglia SAML è del 3 marzo 1917 al Centro Formazione Squadriglie di Arcade (Italia) e riceve gli aerei al campo volo di Comina (Friuli-Venezia Giulia).
A metà aprile si sposta all'Aeroporto di Udine-Campoformido inquadrata nel X Gruppo (poi 10º Gruppo) sostituendo la 33ª Squadriglia che si è sciolta.
Da essa proviene il suo comandante Capitano Mario Ajmone Cat che dispone dei primi 6 SAML S.1 su 2 sezioni, 9 piloti, 2 osservatori e 5 mitraglieri.
Il 5 maggio si forma la 3ª sezione dell'Aeroporto di Aviano per la difesa di Udine dotata di 5 Savoia-Pomilio SP.2 e 3 Farman della ex 33^.
Il 10 maggio l'aereo dei Tenenti pilota Ugo Benfante ed osservatore Giuseppe Bortolotti (militare) combatte con un caccia costringendolo al ritiro verso Aidussina.
A giugno l'unità dispone di 17 SAML che trasferisce il 31 luglio alla 114ª Squadriglia per andare al Campo di aviazione di Taliedo essendo destinata al Corpo di spedizione italiano in Macedonia dove l'Armata alleata in Oriente comprendeva la 35ª Divisione di Fanteria italiana contro i bulgari ed i tedeschi.
Il 13 settembre parte per Taranto con 8 ufficiali e 97 uomini di truppa sbarcando a Santi Quaranta.
Il 5 ottobre la 1ª Sezione arriva a Dudular (vicino a Giannina) al posto della 47ª Squadriglia Farman sciolta e l'8 ottobre i primi SAML arrivano a Sakulevo (vicino a Florina).
La squadriglia dispone di 12 SAML, 8 piloti e 9 osservatori tra cui il Tenente Giovanni Emanuele Barié ed il 28 ottobre lancia 2 bombe su Budakovo (vicino a Suva Reka) anche se attaccato da 2 caccia tedeschi.
Tutti i giorni partivano almeno 4 missioni ed il 30 ottobre il SAML dei Tenenti pilota Eugenio Benaglio ed osservatore Emanuele Bariè viene attaccato da vicino a Nospal di Mogila da 4 caccia ma insieme ad un altro SAML ne abbatte uno che si abbassa in vite a nord di Budakovo.
Il 15 novembre 5 SAML lanciano 15 bombe sul campo volo di Kanatraci attaccati da 4 caccia che danneggiano l'aereo dei Tenenti Benaglio e dell'osservatore Attilio Abbriata che dopo averne abbattuto uno su Vlaklar atterra in emergenza nelle linee italiane.
Il 25 maggio 1918 entra nel XXI Gruppo (poi 21º Gruppo Autonomo Caccia Terrestre) comandato da Ajmone Cat che dal 1º giugno passa la squadriglia al Cap. Ercole Guadagni.
Il 13 agosto la squadriglia si sposta da Krumian al campo avanzato di Bac (vicino a Novaci), dal 7 settembre arriva il primo dei 12 Pomilio PE per sostituire i 4 SAML operativi ed il 13 settembre i primi 2 Ansaldo S.V.A.. Poi i PE saranno 14 e 2 PE a doppio comando (sviluppo del PD) e 7 SVA.
Il 18 settembre bombardano e mitragliano Quota 1900 ed il 19 settembre dopo aver lanciato bombe uno dei due Pomilio viene attaccato da 3 caccia che lo abbattono ed il SAML di Guadagni e del Sottotenente osservatore Enrico Romanelli si distrugge in un incidente di volo ed il comando passa al Cap. Andrea Ferraris.
Il 26 settembre Ferraris ed il Ten. osservatore Pani mitragliano una colonna di fanteria lungo la strada.
Con la fine di settembre la Bulgaria esce dal conflitto e quindi cessano le operazioni di guerra dopo 600 voli di guerra, di cui 257 ricognizioni in Macedonia, oltre 3000 fotografie, direzione di 90 tiri di artiglieria, 145 bombardamenti, 2 aerei abbattuti, uno caduto oltre le linee e 4 atterrati in emergenza, 7 morti fra cui 2 comandanti e 3 feriti gravi.
Il 31 dicembre il Pomilio di Ferraris e del Sergente Massimo Casciani precipita ed il comando passa al Ten. Abbriata.
A marzo 1919 gli aerei tornano a Dudular e nel mese di agosto tornano in Italia per lo scioglimento della squadriglia.

### Guerra d'Etiopia
La 111ª Squadriglia caccia della Regia Aeronautica si costituisce sull’aeroporto di Otumlo (poi Aeroporto Internazionale di Massaua) il 1º dicembre 1935 nell'ambito della Guerra d'Etiopia, inquadrata nel Comando III Brigata aerea di Mai Edagà (vicino a Decamerè). Il 25 dicembre 1935 inizia le operazioni belliche con i Fiat C.R.20.
Al 15 gennaio 1936 è ancora ad Otumlo.
Nel maggio del 1936 sarà sciolta per usura dei velivoli.